# Abadeh (ciutat)
Abada o Abadeh és una ciutat de l'Iran, capital del districte homònim, entre Siraz i Esfahan (a 280 km de la primera i a 204 km de la segona) i a uns 100 km de Yazd. Abadeh es troba a 2.011 m d'altitud. Antigament hi havia dues ciutats: Abada i Abada-ye Task (una mica més al sud). Altres ciutats més petites de Fars porten també el mateix nom d'Abada o Abadeh. Té uns 50.000 habitants i és la capital del districte homònim.